# Апии
Вижте пояснителната страница за други значения на Апия.
Апиите (на латински: Gens Appia) са плебейски римски род в Древен Рим. Тяхното име (nomen) Апий (Appius) е когномен и преномен Апий (Appius) на много други фамилии. Женската форма е Апия (Appia). Това име носят най-вече членове от род Клавдии.